# Villa de Maiano
La Villa de Maiano, construida en 1290, fue una predecesora medieval de la arquitectura del Renacimiento temprano. Su simetría y el orden de su geometría supusieron una revolución en su época.
En 1320 se construyó la actual fachada, tras los daños provocados en la anterior por un ataque de las tropas de Florencia. El interior se reformó en 1350, momento en el que se aprovecha y se coloca una galería de cuadros.
Domenico era, además de arquitecto y guerrero, un avanzado ingeniero, que gracias a él y con el paso de los años, la villa se ha situado en la vanguardia arquitectónica y tecnológica de su tiempo.

## En la cultura popular
En el videojuego Assassin's Creed 2 aparece una villa llamada Villa Auditore, que es prácticamente idéntica a Villa Maiano y funciona como el cuartel general de los Asesinos italianos durante el Renacimiento. 
Cabe decir que en el juego, Villa Auditore se encuentra en Monteriggioni mientras que Villa de Maiano está en Florencia.

## Historia
El palacio original fue destruido en 1467 por un huracán, pero Bartolomeo degli Alessandri, un noble italiano, lo reconstruyó. En la primera mitad del siglo XVI fue propiedad de los Sforza. En 1476 los Pazzi conquistaron la Villa, y allí fue donde Caterina de Pazzi, futura Santa María Magdalena de Pazzi, nació.
En 1850, John Temple Leader, un canciller y político inglés, compró la villa. John la convirtió en su residencia e hizo unas mejoras.
Por increíble que parezca, en 1893, la reina Victoria visitó la villa para hacerse una sesión de fotos para su álbum de recuerdos.
En 1903, con la muerte del actual propietario, la sucedió su sobrino Richard Berthell, que la vendió a un cirujano, Teodoro Stori, en 1917. Su hija, Elizabeth Corsini, es la actual propietara de la villa, por eso en muchas referencias es llamada la Villa de Corsini Majano.